# Oostkerke
Oostkerke är en ort i Belgien.   Den ligger i provinsen Västflandern och regionen Flandern, i den västra delen av landet, 110 km väster om huvudstaden Bryssel. Oostkerke ligger 1 meter över havet och antalet invånare är 285.
Terrängen runt Oostkerke är mycket platt. Runt Oostkerke är det ganska tätbefolkat, med 144 invånare per kvadratkilometer.. Närmaste större samhälle är Koksijde, 13,5 km nordväst om Oostkerke. 
Trakten runt Oostkerke består till största delen av jordbruksmark.